# Lohmannia pinnigera
Lohmannia pinnigera är en kvalsterart som beskrevs av Sengbusch 1984. Lohmannia pinnigera ingår i släktet Lohmannia och familjen Lohmanniidae. Inga underarter finns listade i Catalogue of Life.